# Zjednoczenie Portów Morskich
Zjednoczenie Portów Morskich – funkcjonujący w latach 1966–1977 branżowy organ zarządzania z siedzibą w Gdyni.
ZPM zostało utworzone w 1966 na bazie Centralnego Zarządu Portów w Gdańsku (1954-1957), następnie przekształconego w Departament Portów w Ministerstwie Żeglugi i Gospodarki Wodnej (1957-1966). Zarządzało administracjami największych portów w kraju oraz 6 podmiotami zajmującymi się ich obsługą.
W 1977 ZPM uległo likwidacji, a na jego miejsce powstały: Zespół Portowy Gdańsk-Gdynia oraz Zespół Portowy Szczecin-Świnoujście.

## Jednostki nadzorowane[1]
- Zarząd Portu Gdynia,
- Zarząd Portu Gdańsk,
- Zarząd Portu Szczecin,
- Przedsiębiorstwo Robót Czerpalnych i Podwodnych w Gdańsku,
- Portowe Centralne Warsztaty Mechaniczne w Szczecinie,
- Polskie Ratownictwo Okrętowe w Gdyni,
- Przedsiębiorstwo Usług Morskich „Port-Service” w Gdyni,
- Przedsiębiorstwo Usług Morskich „Ship-Service” w Szczecinie,
- Przedsiębiorstwo Usług Remontowych Portów Morskich w Gdyni.

## Dyrektorzy naczelni
- 1966-1970 – Zbigniew Teplicki (1931-2013)[2]
- 1973-1977 – Zbigniew Teplicki

## Siedziba
ZPM mieściło się w Gdyni przy ul. Zgody 8 (1967-1977).